# 薩加雷焦市鎮

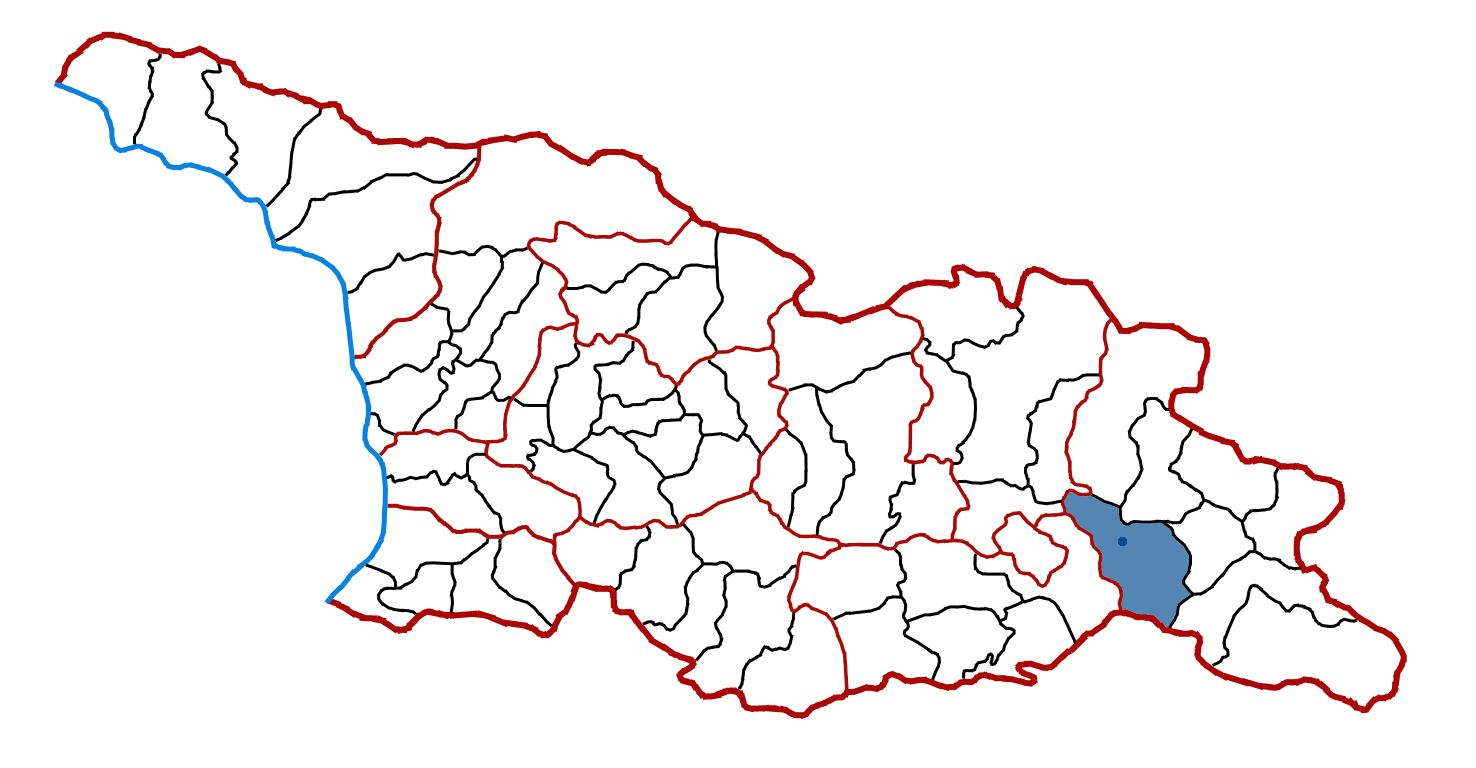

薩加雷焦市鎮，是格魯吉亞東部卡赫蒂大区的市镇，行政中心为薩加雷焦。市镇面積为1,491平方公里，2014年人口数量为51,761人，人口密度每平方公里40人。